# Leichtathletik-Weltmeisterschaften 1995/Diskuswurf der Männer

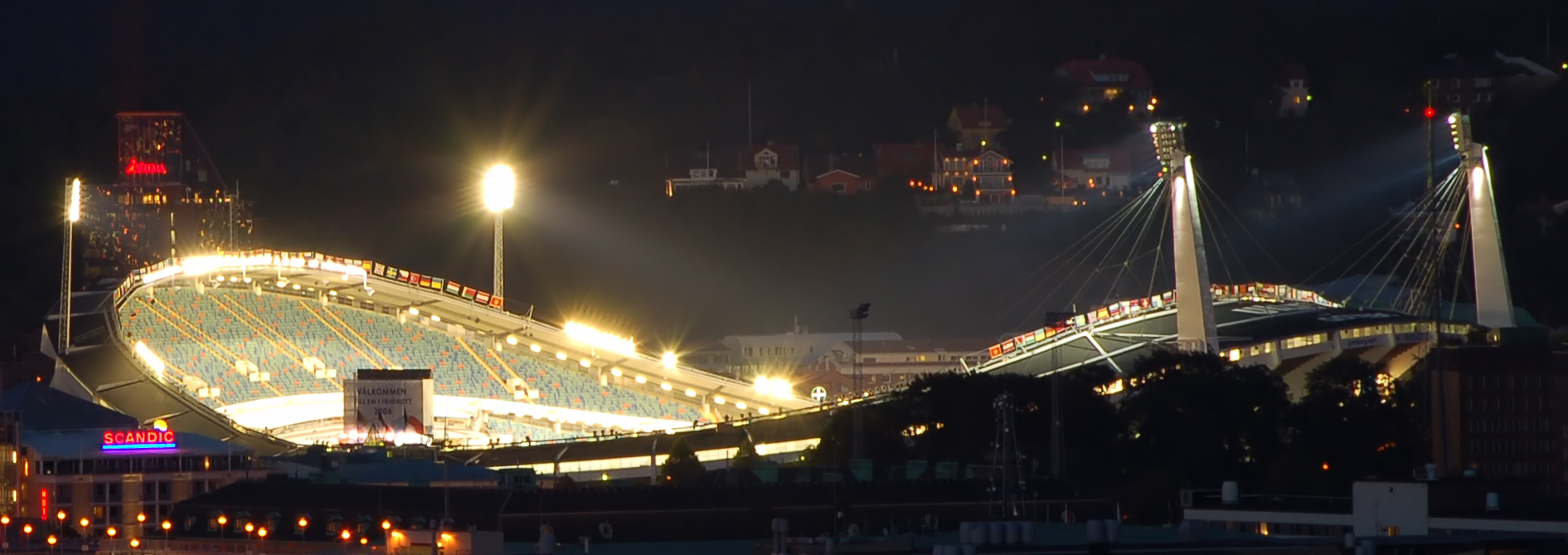
Das Göteborger Ullevi-Stadion im Jahr 2006

Der Diskuswurf der Männer bei den Leichtathletik-Weltmeisterschaften 1995 wurde am 9. und 11. August 1995 im Göteborger Ullevi-Stadion ausgetragen.
Mit Silber und Bronze errangen die belarussischen Diskuswerfer in diesem Wettbewerb zwei Medaillen. Zum dritten Mal in Folge wurde der Deutsche Lars Riedel Weltmeister. Silber ging an den amtierenden Europameister Uladsimir Dubrouschtschyk. Auf den dritten Platz kam Wassil Kapzjuch.

## Rekorde

### Bestehende Rekorde
| Weltrekord | 74,08 m | Jürgen Schult | Neubrandenburg, DDR (heute Deutschland) | 6. Juni 1986      |
| WM-Rekord  | 68,74 m | Jürgen Schult | WM 1987 in Rom, Italien                 | 4. September 1987 |

### Rekordverbesserung
Der deutsche Weltmeister Lars Riedel verbesserte den bestehenden Weltmeisterschaftsrekord im Finale am 11. August um zwei Zentimeter auf 68,76 m.

## Qualifikation
43 Teilnehmer traten in zwei Gruppen zur Qualifikationsrunde an. Die Qualifikationsweite für den direkten Finaleinzug betrug 62,00 m. Sechs Athleten übertrafen diese Marke (hellblau unterlegt). Das Finalfeld wurde mit den sechs nächstplatzierten Sportlern auf zwölf Werfer aufgefüllt (hellgrün unterlegt). So mussten schließlich 61,08 m für die Finalteilnahme erbracht werden.

### Gruppe A
9. August 1995, 9:35 Uhr
| Platz | Name                  | Nation                       | Resultat (m) |
| 1     | Dmitri Schewtschenko  | Russland                     | 64,80        |
| 2     | Wassil Kapzjuch       | Belarus                      | 62,80        |
| 3     | Robert Weir           | Großbritannien               | 62,50        |
| 4     | Attila Horváth        | Ungarn                       | 62,36        |
| 5     | John Godina           | USA                          | 61,70        |
| 6     | Stefan Fernholm       | Schweden                     | 61,10        |
| 7     | Michael Möllenbeck    | Deutschland                  | 59,76        |
| 8     | Svein Inge Valvik     | Norwegen                     | 59,32        |
| 9     | Ramón Jiménez-Gaona   | Paraguay                     | 59,26        |
| 10    | Diego Fortuna         | Italien                      | 58,74        |
| 11    | Vésteinn Hafsteinsson | Island                       | 58,12        |
| 12    | Vaclovas Kidykas      | Litauen                      | 57,96        |
| 13    | Vadim Popov           | Usbekistan                   | 57,84        |
| 14    | Werner Reiterer       | Australien                   | 57,60        |
| 15    | Roberto Moya          | Kuba                         | 57,58        |
| 16    | Mickaël Conjungo      | Zentralafrikanische Republik | 57,36        |
| 17    | Kristian Pettersson   | Schweden                     | 57,34        |
| 18    | Witali Sidorow        | Ukraine                      | 56,82        |
| 19    | Igor Primc            | Slowenien                    | 55,92        |
| 20    | Jan Cordius           | Dänemark                     | 54,00        |
| 21    | Dashdendev Makhashiri | Mongolei                     | 51,04        |
| 22    | James Wong            | Singapur                     | 49,34        |

In der Qualifikation aus Gruppe A ausgeschiedene Diskuswerfer:

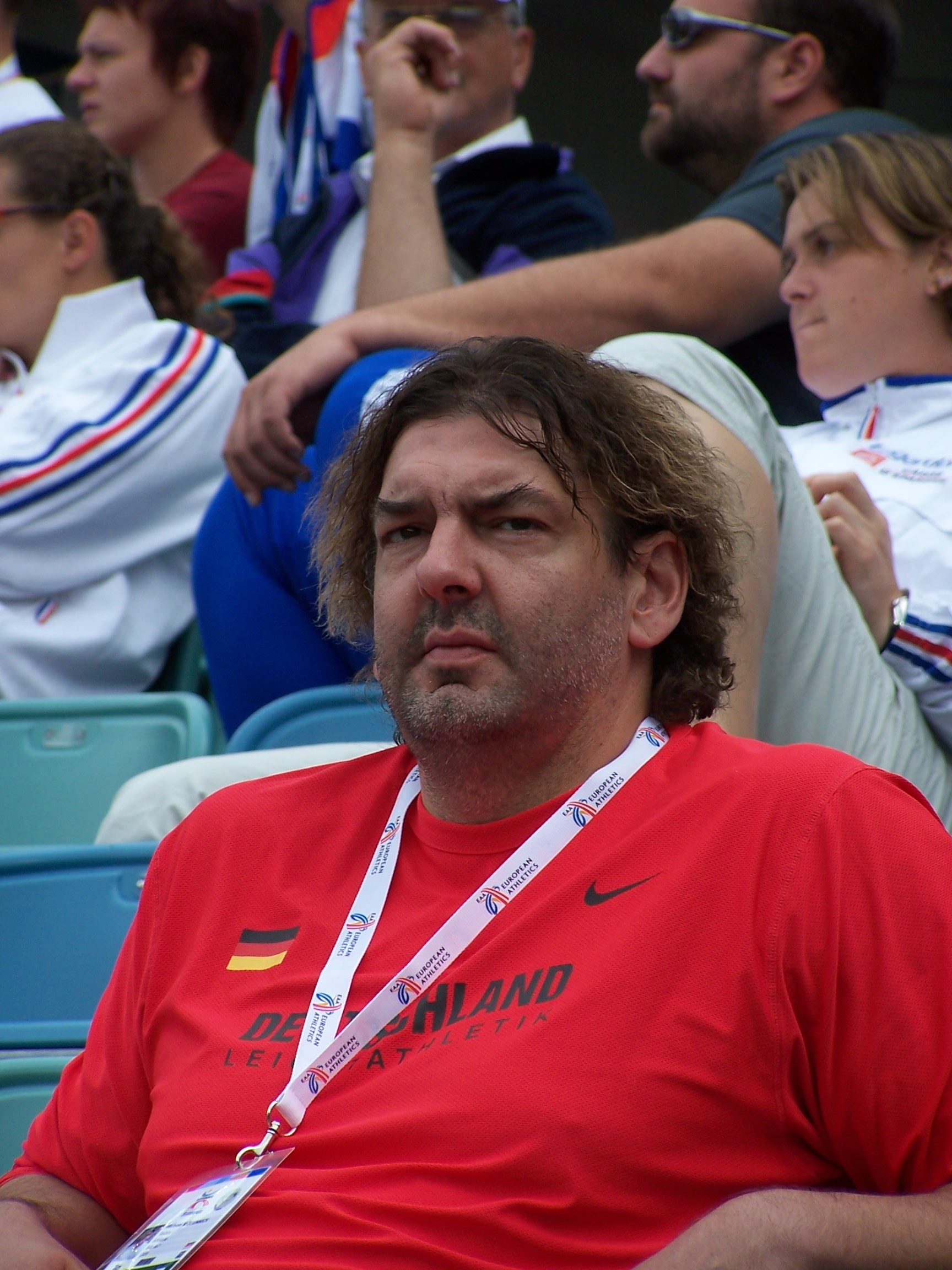
Michael Möllenbeck – mit seinen 59,76 m fehlte ihm mehr als ein Meter
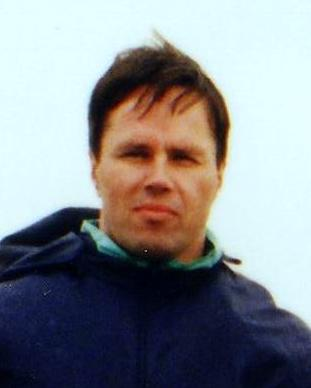
Svein Inge Valvik – 59,32 m
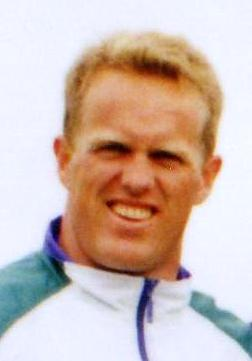
Vésteinn Hafsteinsson – 58,12 m

### Gruppe B

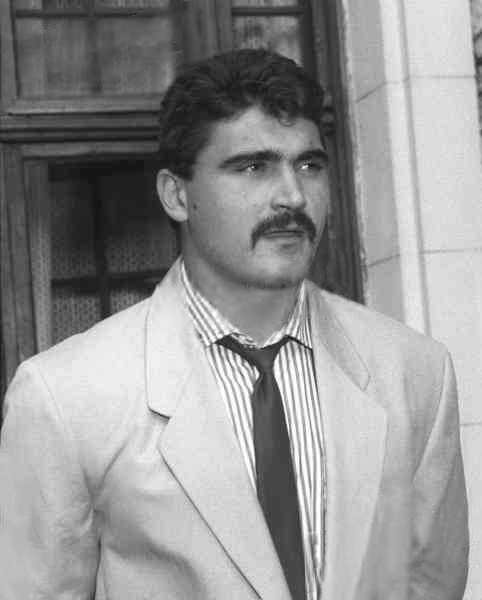
Costel Grasu verpasste die Finalteilnahme mit seinen 60,64 m nur um 44 Zentimeter
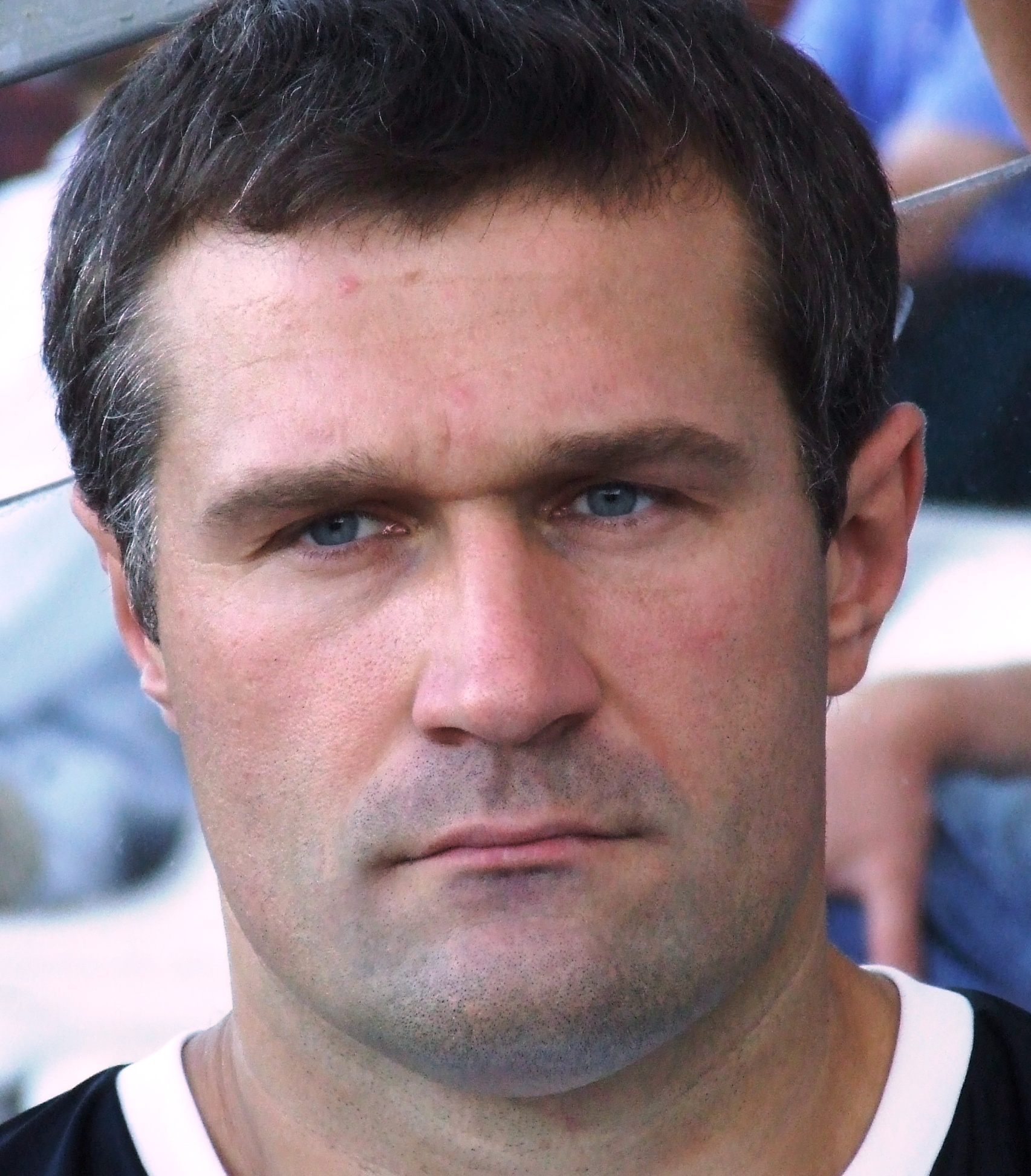
Virgilijus Alekna (Foto: 2007), später mehrfacher Olympiasieger, Weltmeister und Europameister, schied mit 59,20 m in der Qualifikation aus
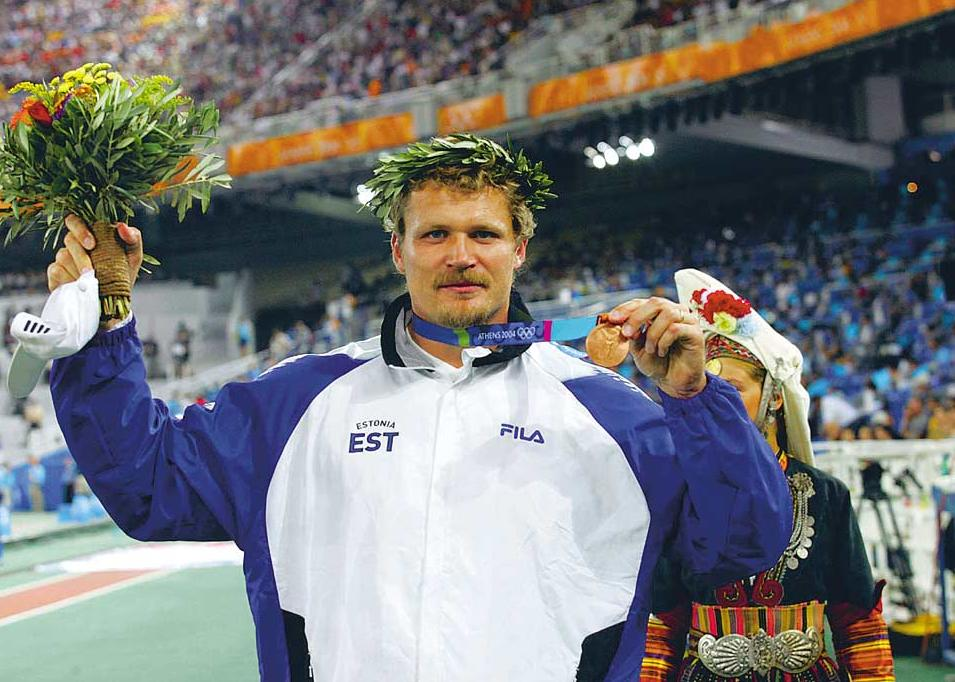
Aleksander Tammert (hier im Jahr 2007) scheiterte mit 58,64 m in der Qualifikation – in den folgenden Jahren war er unter anderem Olympiadritter (2004)

9. August 1995, 12:00 Uhr
| Platz | Name                      | Nation      | Resultat (m) |
| 1     | Uladsimir Dubrouschtschyk | Belarus     | 64,20        |
| 2     | Lars Riedel               | Deutschland | 63,64        |
| 3     | Jürgen Schult             | Deutschland | 61,92        |
| 4     | Adewale Olukoju           | Nigeria     | 61,44        |
| 5     | Alexis Elizalde           | Kuba        | 61,38        |
| 6     | Mike Buncic               | USA         | 61,08        |
| 7     | Nick Sweeney              | Irland      | 60,68        |
| 8     | Costel Grasu              | Rumänien    | 60,64        |
| 9     | Sergey Lyakhov            | Russland    | 60,50        |
| 10    | Virgilijus Alekna         | Litauen     | 59,20        |
| 11    | Vladimir Zinchenko        | Ukraine     | 59,00        |
| 12    | Viktor Baraznovskiy       | Belarus     | 58,68        |
| 13    | Aleksander Tammert        | Estland     | 58,64        |
| 14    | Dag Solhaug               | Schweden    | 58,52        |
| 15    | Randy Heisler             | USA         | 58,10        |
| 16    | Olav Jenssen              | Norwegen    | 58,00        |
| 17    | David Martínez            | Spanien     | 57,34        |
| 18    | Harri Uurainen            | Finnland    | 55,12        |
| 19    | Sergey Lukashok           | Israel      | 54,90        |
| 20    | Frits Potgieter           | Südafrika   | 54,84        |
| 21    | Dragan Mustapić           | Kroatien    | 53,54        |

## Finale
11. August 1995, 17:50 Uhr
Anmerkung: Das Symbol "x" bedeutet "ungültig".
| Platz | Name                      | Nation         | Resultat (m) | 1. Versuch (m)                          | 2. Versuch (m)                          | 3. Versuch (m)                          | 4. Versuch (m)                         | 5. Versuch (m)                         | 6. Versuch (m)                         |
| 1     | Lars Riedel               | Deutschland    | 68,76 CR     | 65,32                                   | 68,76                                   | 66,44                                   | 67,90                                  | 66,84                                  | 61,06                                  |
| 2     | Uladsimir Dubrouschtschyk | Belarus        | 65,98        | 63,98                                   | 61,68                                   | x                                       | 65,36                                  | 62,50                                  | 65,98                                  |
| 3     | Wassil Kapzjuch           | Belarus        | 65,88        | 62,74                                   | 65,02                                   | 65,54                                   | 65,30                                  | 65,88                                  | 62,38                                  |
| 4     | Attila Horváth            | Ungarn         | 65,72        | 61,30                                   | 64,68                                   | 64,24                                   | 65,72                                  | 63,02                                  | 62,38                                  |
| 5     | Jürgen Schult             | Deutschland    | 64,44        | 61,30                                   | 64,68                                   | 64,24                                   | 63,02                                  | 64,44                                  | 63,92                                  |
| 6     | Adewale Olukoju           | Nigeria        | 63,66        | 61,20                                   | 62,34                                   | 63,66                                   | 63,02                                  | 61,14                                  | 62,82                                  |
| 7     | Alexis Elizalde           | Kuba           | 63,28        | 63,28                                   | 61,18                                   | 62,34                                   | x                                      | 60,92                                  | 61,56                                  |
| 8     | Dmitri Schewtschenko      | Russland       | 63,18        | x                                       | x                                       | 63,18                                   | x                                      | x                                      | x                                      |
| 9     | Robert Weir               | Großbritannien | 63,14        | Ablauf in den Quellen nicht aufgelistet | Ablauf in den Quellen nicht aufgelistet | Ablauf in den Quellen nicht aufgelistet | nicht im Finale der besten acht Werfer | nicht im Finale der besten acht Werfer | nicht im Finale der besten acht Werfer |
| 10    | John Godina               | USA            | 60,84        | Ablauf in den Quellen nicht aufgelistet | Ablauf in den Quellen nicht aufgelistet | Ablauf in den Quellen nicht aufgelistet | nicht im Finale der besten acht Werfer | nicht im Finale der besten acht Werfer | nicht im Finale der besten acht Werfer |
| 11    | Mike Buncic               | USA            | 60,24        | Ablauf in den Quellen nicht aufgelistet | Ablauf in den Quellen nicht aufgelistet | Ablauf in den Quellen nicht aufgelistet | nicht im Finale der besten acht Werfer | nicht im Finale der besten acht Werfer | nicht im Finale der besten acht Werfer |
| 12    | Stefan Fernholm           | Schweden       | 59,62        | Ablauf in den Quellen nicht aufgelistet | Ablauf in den Quellen nicht aufgelistet | Ablauf in den Quellen nicht aufgelistet | nicht im Finale der besten acht Werfer | nicht im Finale der besten acht Werfer | nicht im Finale der besten acht Werfer |

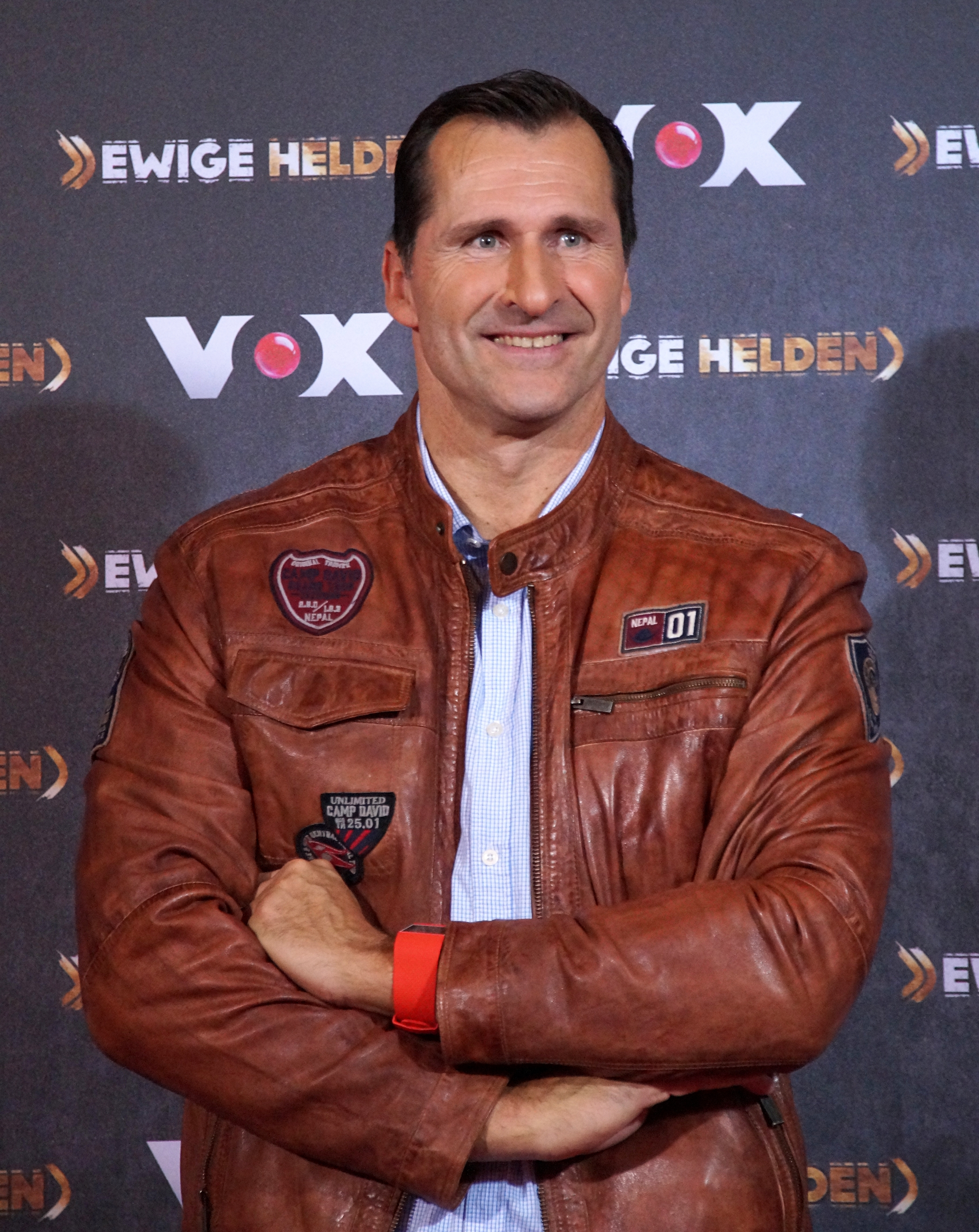
Lars Riedel – zum dritten Mal in Folge Weltmeister, unter anderem ein Olympiasieg (1996), weitere WM-Titel (1997/2001) sowie ein EM-Titel (1998) hatte er noch vor sich
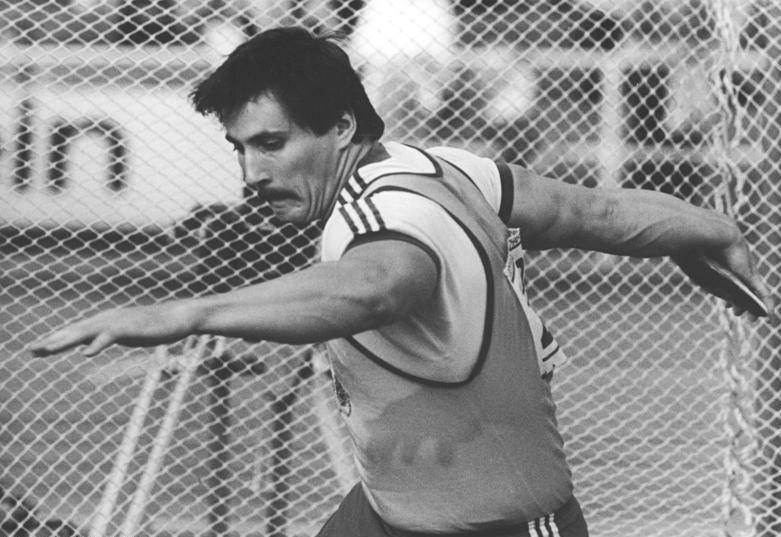
Jürgen Schult, mit vielen Erfolgen dekoriert (unter anderem Olympiasieger von 1988, Weltmeister von 1987, Europameister von 1990) kam auf den fünften Platz
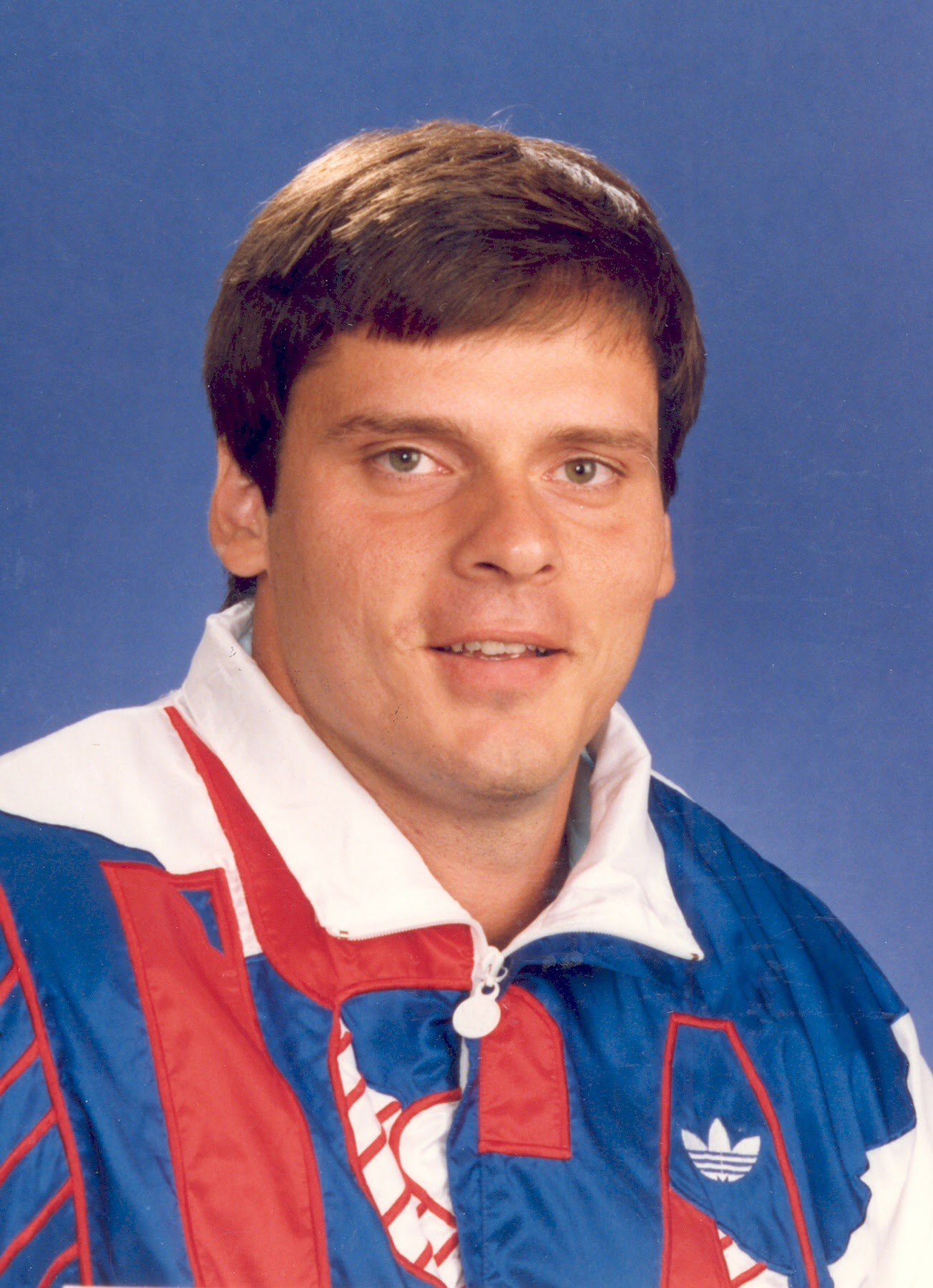
Mike Buncic erreichte Platz elf

## Videolinks
- IAAF 1995 World Outdoor Championships Men's Discus Final auf youtube.com, abgerufen am 2. Juni 2020
- riedel discus throw world athletics champs 1995 auf youtube.com, abgerufen am 2. Juni 2020